# 1112 Polonia
1112 Polonia är en asteroid i huvudbältet som upptäcktes den 15 augusti 1928 av den ryska astronomen Pelageja Sjajn. Dess preliminära beteckning var 1928 PE. Det fick senare namn efter nationen Polen, som på latin heter Polonia.
Den tillhör asteroidgruppen Eos.
En oberoende upptäckt av asteroiden gjordes samma dag av Grigory Nikolaevich Neujmin.
Polonias senaste periheliepassage skedde den 15 september 2018.[Uppdatering behövs] Dess rotationstid har beräknats till 82,5 timmar.